# نوبوؤو كاواغوتشي
نوبوؤو كاواغوتشي (باليابانية: 川口 信男) (مواليد 10 أبريل 1975)، هو لاعب كرة قدم ياباني سابق كان يلعب كمهاجم.

## وصلات خارجية
- نوبوؤو كاواغوتشي على موقع رابطة كرة القدم اليابانية للمحترفين (اليابانية)
- نوبوؤو كاواغوتشي على موقع قاعدة بيانات كرة القدم.إي يو (الإنجليزية)
- نوبوؤو كاواغوتشي على موقع Soccerway.com (الإنجليزية)
- نوبوؤو كاواغوتشي على موقع عالم كرة القدم.نت (الإنجليزية)